# Cees Snepvangers
Cees Snepvangers (* 30. Mai 1941 in Zundert) ist ein ehemaliger niederländischer Radrennfahrer.

## Sportliche Laufbahn
Snepvangers war im Straßenradsport aktiv. Er war von 1963 bis 1968 Unabhängiger und Berufsfahrer. Als Amateur hatte er mehrere Einsätze für die Nationalmannschaft. Er startete 1962 in der Österreich-Rundfahrt und wurde dort 11. 1964 bestritt er die Tunesien-Rundfahrt, die er auf dem 22. Rang beendete.
Snepvangers siegte 1962 in der Ronde van Midden-Zeeland und in der Ronde van West-Zeeuws Vlaanderen. 1962 wurde er Zweiter in der Ronde van Overijssel hinter Henk Cornelisse.
In der Vuelta a España 1967 wurde Snepvangers 69., 1964 hatte er die Rundfahrt nicht beendet.